# Gymnázium Bruntál
Gymnázium Bruntál, příspěvková organizace je střední škola zaměřená na všeobecné vzdělání, která se nachází ve městě Bruntál v Moravskoslezském kraji. Škola nabízí čtyřleté i osmileté studijní programy s důrazem na přípravu studentů pro vysoké školy a další vzdělávání.

## Historie školy
Po druhé světové válce, v roce 1946, byla v Bruntále zřízena česká střední škola, která převzala budovu bývalého německého státního reálného gymnázia. Tato škola byla známá jako státní české reálné gymnázium a její vznik byl součástí poválečné reorganizace školství v Československu.
V roce 1953 došlo k transformaci školy na jedenáctiletou střední školu, která byla v roce 1968 opět konstituována jako čtyřleté gymnázium.
V roce 2012 byla škola přejmenována na Všeobecné a sportovní gymnázium Bruntál, což odráželo její zaměření na všeobecné vzdělání a sportovní aktivity.
V roce 2024 byla zpět přejmenována na Gymnázium Bruntál.

### Názvy školy
- Státní reálné gymnázium Bruntál (1946–1948)[2]
- Reálné gymnázium Bruntál (1948–1949)[2]
- Gymnázium Bruntál (1949–1953)[2]
- Jedenáctiletá střední škola v Bruntále (1953–1961)[2]
- Střední všeobecně vzdělávací škola v Bruntále (1961–1968)[2]
- Gymnázium Bruntál (1968–2012)[2]
- Všeobecné a sportovní gymnázium Bruntál (2012–2024)[2]
- Gymnázium Bruntál (od 2024)[2]

## Historie budovy
Gymnázium Bruntál sídlí v historické budově, která byla postavena v letech 1910 až 1912. Objekt se nachází na západním okraji historického centra města, konkrétně na rohu ulic Dukelské a Jesenické. Původně zde fungovalo německé reálné gymnázium, jehož založení bylo schváleno císařským výnosem v roce 1908. Slavnostní zahájení výuky proběhlo 18. září 1908, přičemž první školní rok navštěvovalo 52 žáků.
Projekt stavby vypracovala firma Fulda – Joli z Těšína, která budovu také postavila. Architektura budovy kombinuje prvky pozdní secese a raného art deco a patří mezi významné stavby regionu. Budova má půdorys ve tvaru písmene E a člení se na hlavní křídlo a dvě boční křídla, která obracejí průčelím do okolních ulic.
Během své existence prošla budova několika úpravami, z nichž nejvýznamnější proběhly v letech 1979 až 1982, kdy došlo k modernizaci oken a přístavbě sociálních zařízení. Tyto změny však částečně zasáhly do původního architektonického výrazu stavby. Pozdější rekonstrukce se snažily některé z těchto zásahů zmírnit.
Výzdoba budovy je bohatá na detaily, například hlavní vstup je zdoben kamenným portálem s reliéfem znaku města Bruntálu, nad kterým se nachází barevná vitráž. Nad hlavním rizalitem budovy je umístěn monumentální štít s ciferníkem hodin a sochařskými reliéfy bohyně Athény a boha Héfaistona.

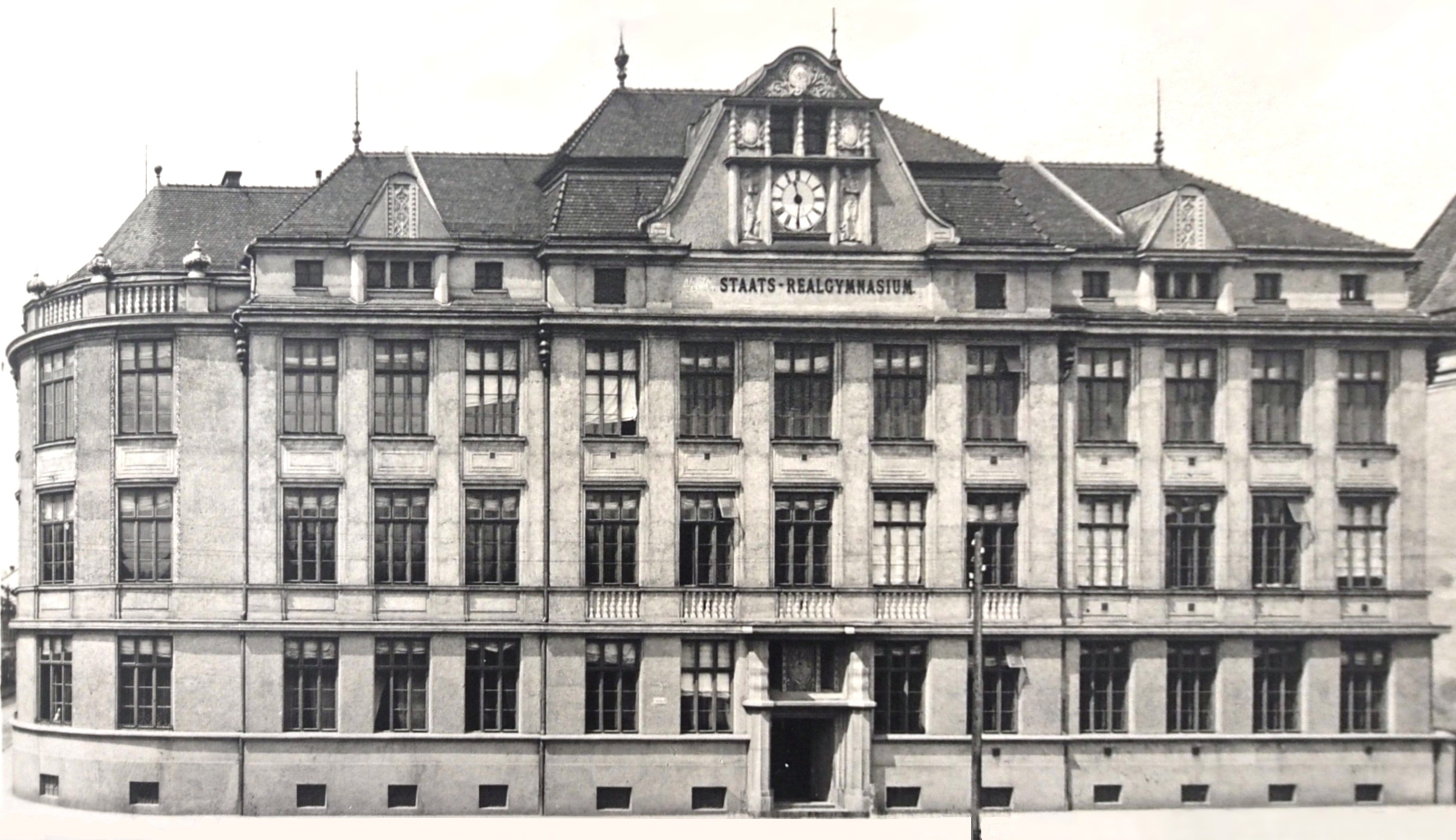
Budova německého státního reálného gymnázia v Bruntále

V roce 2017 byla vyhlášena kulturní památkou.